# Nedstrand
Nedstrand är en tätort i Tysværs kommun i Rogaland fylke i sydvästra Norge. Orten ligger vid änden av fylkesväg 515 på norra sidan av Nedstrandsfjorden, en del av Boknafjorden. Här ansluter fylkesväg 519 genom färjeförbindelser mot Jelsa och Judaberg.
Orten utgjorde tidigare centralort i dåvarande Nedstrands kommun.